# Vixen
Vixen — американская глэм-метал-группа, основанная в 1980 году в городе Миннесоте. Группа несколько раз  прекращала существование ( 1991, 1998). С 1988 по 2006 год группа выпустила 4 студийных альбома.
4 песни группы попадали в хит-парад «Billboard Hot 100»: «Edge of a Broken Heart» (26 место в 1988 году), «Cryin'» (22 место в 1989 году), «How Much Love» (44 место в 1990 году) и «Love Is a Killer» (71 место в 1990 году). Vixen часто описываются как «женская версия Bon Jovi».
Группа была распущена в 1992 году, но в 1997—1998 годах была реформирована Гарднер и Петруччи, однако судебный процесс, поданный Кунемунд по поводу права собственности на название, был решен в её пользу и прекратил существование этой версии группы. В 2001 году Кумемунд воссоединила группу с классическим составом, но разногласия заставили её быстро набрать новую версию группы с тремя новыми участницами; этот состав просуществовал до 2011 года. Кунемунд умерла в 2013 году. С тех пор Гарднер, Росс и Петруччи реформировали группу с Джиной Стайл на гитаре.
По состоянию на 21 июня 2024 года в состав группы входят Петруччи, Бритт Лайтнинг, Джулия Лейдж и недавно объявленная вокалистка Роза Лариккута.

## История

### Ранние годы
Vixen была основана в Сент-Поле, в штате Миннесота в 1980 году гитаристкой Джен Кунемунд. Ранее в старших классах она основала группу Lemon Pepper, позже взявшую себе название Genesis. В 1974 году Genesis распались. Спустя шесть лет она основала новую полностью женскую рок-группу «Vixen».
Алекс Хендерсон из AllMusic утверждает, что группа начала свою деятельность в 1981 году в Лос-Анджелесе. В 1984 году один из ранних составов, состоящий из Кунемунд, вокалистки Джанет Гарднер и басистки Пиа Мэйокко (позже вышла замуж за гитариста Стива Вая) появился в фильме Горячие тела, вместе с группой Diaper Rash. В 1985 году коллектив перебрался в Лос-Анджелес, где стал приобретать известность.

### Коммерческий успех
Состав не претерпевал особых изменений вплоть до того как сложился «классический состав», состоящий из Джанет Гарднер (род. под именем Джанет Патрисия Гарднер 17 марта 1962 в Джуно, Аляска, США) — ведущий вокал, ритм-гитара, Джен Кунемунд (род. Дженис Линн «Иэн» Кунемунд, 18 ноября 1953 — 10 октября 2013) — соло-гитара, бэк-вокал, Шэр Педерсен (ныне Росс; род. Шэрон Джун Хоув 21 марта 1963 в Гленко, Миннесота) — бас-гитара, бэк-вокал и Рокси Петруччи (род. Рокси Дора Петруччи 17 марта 1960 в Рочестере, Мичиган) — ударные, бэк-вокал. Этот состав Vixen дал интервью 1987 года для документального фильма Пенелопы Сфирис Падение западной цивилизации 2.
В 1988 году группа подписала контракт с лейблом EMI и начала записывать свой дебютный альбом Vixen, релиз которого состоялся в сентябре того же года. Автор-исполнитель Ричард Маркс в соавторстве с Фи Уайбиллом написал для группы песню, ставшую хитом «Edge of a Broken Heart», а также выступил продюсером записи. По слухам EMI попросила его это сделать для того, чтобы девушкам в группе был присущ успех. С тех пор, как Ричард Маркс стал чаще исполнять песни, а не писать их, он уже не имел ничего общего с последующим диском.. Последующие годы Vixen провели мировое турне, выступая на разогреве таких групп как, Ozzy Osbourne, Scorpions и Bon Jovi, а также выступая хедлайнерами своих собственных концертов. В конце 1989-начале 1990 года группа вернулась в студию, чтобы записать следующий альбом, Rev It Up, выпуск которого состоялся в июле 1990 года, после чего снова отправились в тур-поддержку своего альбома выступая как хедлайнерами своих собственных шоу, так и появляясь на одной сцене с KISS и Deep Purple. В середине 1991 года группа распалась по причине музыкальных разногласий.

### Первый реюнион
В 1997 году барабанщица Росси Петруччи реанимировала Vixen вместе с Джанет Гарднер и взяла в состав Джину Стайл (род. 19 января 1965) и Рану Росс (бас-гитара). Этот состав гастролировал по Соединённым Штатам на протяжении всего 1997 года, а в 1998 году Гарднер, Стил и Петруччи записали альбом Tangerine. После выпуска нового альбома сестра Петруччи Максин играла на басу во время тура группы 1998 года, но на них подала в суд Кунемунд за нарушения авторских прав, касаемых использования названия группы.
В 1999 году Шэр Педерсен вступила в группу своего мужа The Dogs D'Amour, которые на тот момент возродились после долгого перерыва. Она появилась в качестве гостя на их альбоме 2000 года, Happy Ever After, сыграв на басу, на клавишных и исполнив бэк-вокальные партии. Шэр и её муж Бэм также имеют собственную общую группу Bubble, которая очень популярна в Лос-Анджелесе.

### Второй реюнион
В 2001 году Vixen была реформирована Кунемунд вместе с Джанет Гарднер, Рокси Петруччи и новой басисткой Пэт Холлоуэй. Этот состав гастролировал по США в рамках Voices of Metal tour. Однако возникшие разногласия привели к тому, что в составе группы осталась одна Кунемунд. Она быстро набрала в состав Дженну Санз-Эджеро (Дженна Пикколло)(ведущий вокал), Линн Луис Лоури (бас) и Кэтрин «Кэт» Крафт (ударные), чтобы закончить тур. В 2006 году они выпустили два релиза: концертный альбом, — запись, сделанную на шоу в Швеции под названием Extended Versions и студийный альбом Live & Learn.

### Последующие годы
В 2004 году «классический состав» появился на телешоу VH1 Bands Reunited. Телешоу было записано в августе 2004 года и транслировалось по США в ноябре того же года. После трансляции шоу VH1, EMI переиздал два первых альбома Vixen: Vixen и Rev It Up.
Vixen также выиграли шестую премию Independent Music Awards Vox Pop в номинации «Лучшая хард-рок/метал песня» за композицию «I Try».
В 2011 году в интервью Санз-Энджеро сказала, что в разработке находится второй альбом с составом образца 2001 года и что уже имеется песня «I Understand» наряду с другими новыми записями и отрывками из сессий к Live & Learn.
В конце 2012 года Джен Кунемунд планировала воссоединить классический состав Vixen вместе с Джанет Гарднер, Шэр Педерсен и Рокси Петруччи, которые в то время были заняты своей группой JSRG вместе с гитаристкой Джиной Стайл. Тем не менее в январе 2013 года, за несколько дней до объявления официального заявления о реюнионе, у Кунемунд диагностировали рак. Это обстоятельство заставило отложить заявление о реюнионе на неопределённый срок; до тех пор, пока Кунемунд полностью восстановится от рака. Планы на воссоединение окончательно сорвались 10 октября 2013 года, когда после девяти месяцев борьбы с болезнью Джен Кунемунд скончалась в возрасте 51 года.
В декабре 2013 года трое оставшихся в живых участницы решили продолжить существование группы под названием Vixen в память о Джен Кунемунд.
В 2014 году они дали ряд концертов в США, Испании и в Канаде. В октябре 2014 года барабанщица Рокси Петруччи заявила о том, что Vixen работают над новым альбомом, одну из песен которого планировалось посвятить Кунемунд.
В марте 2017 года Vixen расстались с ведущей гитаристкой Джиной Стайл. Ей на замену пришла Бритт Лайтнинг (урожд. Бриттани Денаро). Ранее Лайтнинг играла в женской группе Jaded, которая ныне не существует. В июньском интервью 2018 года Петруччи сказала, что новый альбом выйдет в 2019 году.
16 января 2019 года Гарднер на своей странице в Facebook сообщила, что ушла из группы. Позднее на своей странице в Facebook группа опубликовала заявление, что она планируют продолжить деятельность без Гарднер и подтвердили, что новый альбом готовится к выпуску в 2019 году. 22 января 2019 года группа объявила о том, что новой вокалисткой стала Лоррейн Льюис из Femme Fatale, ровесницы Vixen в период расцвета глэм-метала и тоже женской группы с момента её возрождения в 2013 году до её роспуска позже в 2019 году, начиная с выступления 9 февраля в Клируотере, Флорида. Позже, в мае Льюис, однако, объявила о том, что альбом выйдет ориентировочно в 2020 году. Однако его альбома был отложен, а записи продолжались до 2021 года из-за пандемии COVID-19. Если это произойдёт, то он будет первым альбомом с новым студийным материалом за десять с лишним лет. Также он будет первым альбомом с участием Лайтнинг в качестве гитаристки и Льюис в качестве вокалистки, соответственно.
8 февраля 2022 года басистка Шэр Росс объявила, что берёт перерыв от группы, и объявила  своей заменой Джулию Лейдж, которая является женой гитариста Ричи Коцена. Лейдж, бразильянка, первая неамериканская участница Vixen.
2 октября 2023 года группа выпустила новый сингл «Red», написанный в соавторстве с Фредом Коури , Карли Робин Грин и Питером Амато. Это был их первый релиз с участием Льюис на вокале и Лейдж на басу.
26 мая 2024 года Льюис объявила в своих социальных сетях, что больше не участвует в Vixen, поскольку «группа пошла в другом направлении». Однако о замене Льюис не было объявлено до 21 июня в Honda Center в Анахайме, Калифорния,  когда новая солистка Роза Лариккута впервые вышла на сцену с Vixen. Они возглавили шоу вместе с Great White , Slaughter и Quiet Riot.

## Состав

### Текущий состав
- Рокси Петруччи — ударные (1986—1992, 1997—1998, 2001, 2004, 2012—2013, 2013—наши дни)
- Бритт Лайтнинг — гитара, бэк-вокал (2017—наши дни)
- Джулиа Лейдж — бас-гитара, бэк-вокал (2022—наши дни)
- Роза Лариккута  — ведущий вокал (2024—наши дни)

### Концертные участники
- Тайсон Лесли — клавишные, бэк и ведущий вокал (2017—наши дни)

### Бывшие участницы
- Джен Кунемунд — соло-гитара, бэк-вокал (1980—1992, 2001—2013; умерла в 2013)[22]
- Лори Хедлунд — ударные, бэк-вокал (1980—1983, 1984—1986)
- Гейл Эркисон-Дематофф — бас-гитара, бэк-вокал (1980—1983)
- Синди Боттчер — клавишные (1980—1983; умерла в 2014)
- Ноэлль Буччи — вокал (1980—1983)
- Джанет Гарднер — вокал, ритм-гитара, тамбурин (1983—1992, 1997—1998, 2001, 2004, 2012—2013, 2013—2019)
- Лиза Карбе — бас-гитара, бэк-вокал (1983—1984)
- Тамара Иванова — ритм-гитара, бэк-вокал (1984—1986)
- Пиа Мэйокко — бас-гитара, бэк-вокал (1984—1986)
- Шэр Росс (она же Шэр Педерсен) — бас-гитара, бэк-вокал (1987—1992, 2004, 2012—2022)
- Рана Росс — бас-гитара, бэк-вокал (1997—1998; умерла в 2003)
- Джина Стайл — соло-гитара, бэк-вокал (1997—1998, 2013—2017)
- Максин Петруччи — бас-гитара, бэк-вокал (1998)
- Пэт Холлуэй — бас-гитара, бэк-вокал (2001)
- Дженна Санз-Эджеро — вокал (2001—2004, 2004—2012)
- Линн Луис Лоури — бас-гитара, бэк-вокал (2001—2004, 2004—2012)
- Кэтрин «Кэт» Крафт — ударные, бэк-вокал (2001—2004, 2004—2012)
- Лоррейн Льюис — ведущий вокал (2019—2024; концертный участник 2018)

### Бывшие концертные участники
- Крис Файз — клавишные, бэк-вокал (2005—2017); ритм-гитара (2005—2012), клавишные (2006)
- Эйс Вон Джонсон — ритм-гитара (2018)

## Дискография

### Студийные альбомы
- Vixen (1988)
- Rev It Up (1990)
- Tangerine (1998)
- Live & Learn (2006)

### Синглы
| «Edge of a Broken Heart»                    | 1988 | 26 | 24 | 51 | Vixen             |
| «Cryin'»                                    | 1989 | 22 | 22 | 27 | Vixen             |
| «Love Made Me»                              | 1989 | —  | —  | 36 | Vixen             |
| «Edge of a Broken Heart»                    | 1989 | —  | —  | 59 | Vixen             |
| «How Much Love»                             | 1990 | 44 | 11 | 35 | Rev It Up         |
| «Love Is a Killer»                          | 1990 | 71 | —  | 41 | Rev It Up         |
| «Not a Minute Too Soon»                     | 1991 | —  | —  | 37 | Rev It Up         |
| «You Ought To Know By Now»                  | 2018 | —  | —  | —  | Live Fire         |
| «Red»                                       | 2023 | —  | —  | —  | Неальбомный сингл |
| «—» означает, что запись не попала в чарты. |      |    |    |    |                   |

### Сборники
- Full Throttle (1999)
- Extended Versions (2006)
- Rare Vintage (2018)[24]

### Концертные альбомы
- Extended Versions (2006)
- Live in Sweden (2013)
- Live Fire (2018)

### Саундтреки
- Горячие тела[англ.] (1984) с песнями «Runnin'», «Give It a Chance», «Mr. Cool», «Be with Me», «Maria» и «Computer Madness»[25]
- Беверли-Хиллз, 90210: «Slumber Party»[26] (1991) с песней «Streets in Paradise»[27]
- Бивис и Баттхед: «Wall of Youth»[28] (1994) с песней «Edge of a Broken Heart»[27]